# Acanthophis crotalusei
Acanthophis crotalusei är en ormart som beskrevs av Hoser 1998. Acanthophis crotalusei ingår i släktet Acanthophis och familjen giftsnokar och underfamiljen havsormar. Inga underarter finns listade i Catalogue of Life.
The Reptile Database listar taxonet som synonym till Acanthophis laevis.